# London Eye
El London Eye es una gran noria situada en el South Bank del río Támesis en Londres, Reino Unido. Es la noria más alta de Europa y la atracción turística más popular del Reino Unido con más de 3,75 millones de visitantes al año.
Tiene 135 m de altura y el círculo de la noria tiene un diámetro de 120 m. Cuando abrió al público en el año 2000 era la noria más alta del mundo. Sin embargo, su altura fue superada por la Estrella de Nanchang (160 m) en 2006, por el Singapore Flyer (165 m) en 2008, y por el High Roller de Las Vegas (168 m) en 2014. Sostenida por una estructura con forma de A solo por un lado, al contrario que las norias más altas de Nanchang y Singapur, el London Eye es descrito por sus propietarios como «la noria en voladizo más alta del mundo».
El London Eye era el mirador público más alto de Londres hasta que fue superado por el mirador situado en la planta 72 de The Shard, a 245 m de altura, que abrió al público el 1 de febrero de 2013.
El London Eye linda con el lado oeste de los Jubilee Gardens (que previamente albergaron el antiguo Dome of Discovery), y está situado en el South Bank del río Támesis entre el Puente de Westminster y el Puente de Hungerford, junto al Salón Condal, en el Municipio de Lambeth.

## Historia

### Predecesor

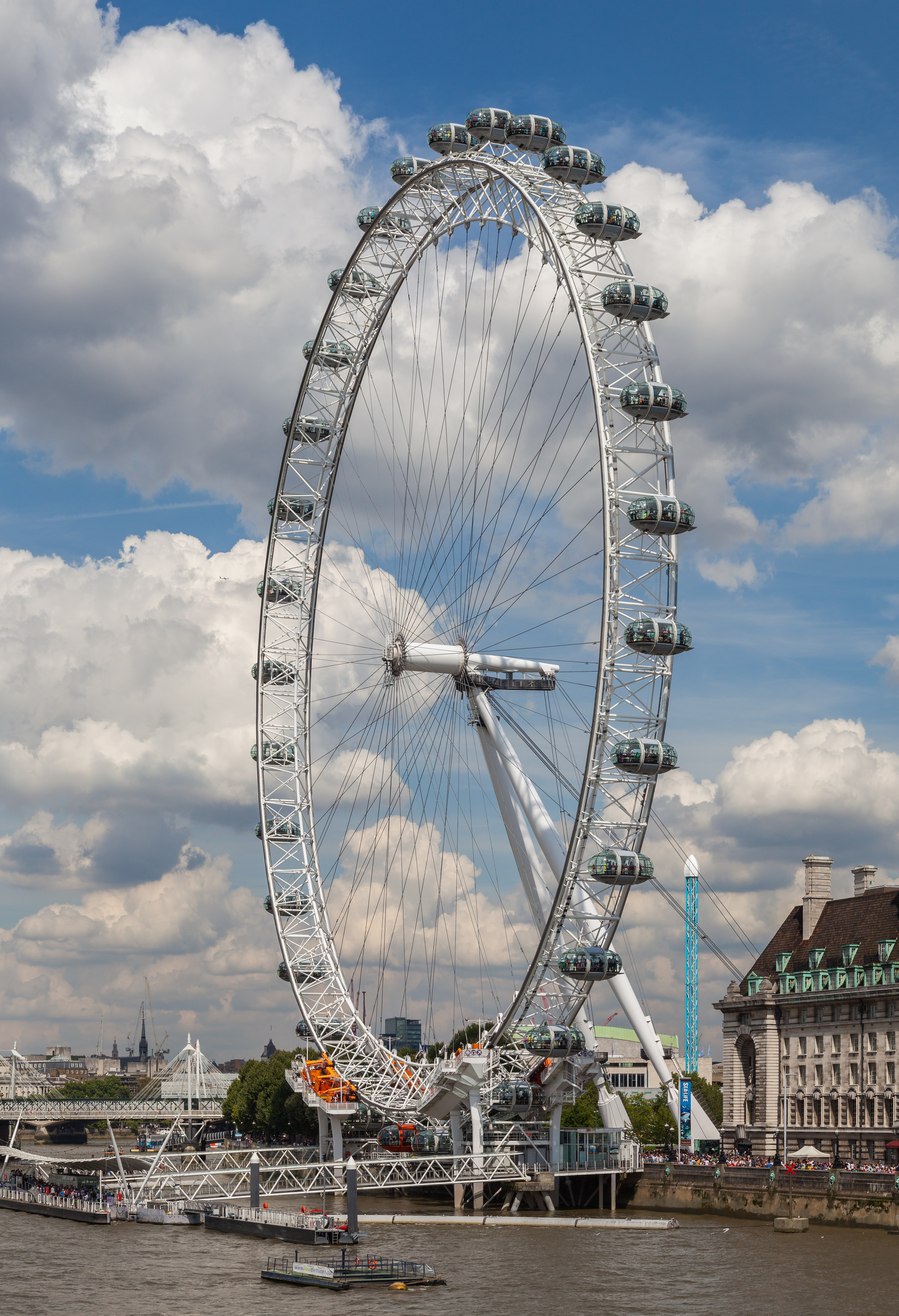
Sostenida por una estructura con forma de A solo por un lado, el London Eye es descrito por sus propietarios como una noria en voladizo.

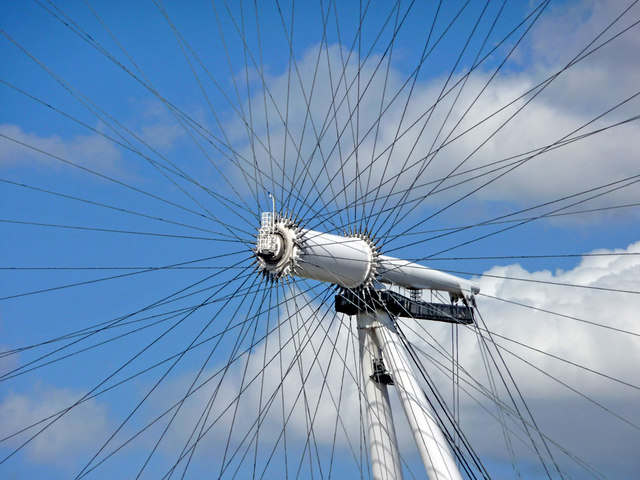
La estructura de acero y los cables tensionados que sostienen el aro de la noria.

Un predecesor del London Eye, la Great Wheel, fue construida para la Empire of India Exhibition en Earls Court y abrió al público el 17 de julio de 1895. Inspirada en la Ferris Wheel original de Chicago, tenía 94 m de altura y 82,3 m de diámetro. Estuvo en funcionamiento hasta 1906, año en el que sus cuarenta cabinas (cada una de las cuales tenía capacidad para cuarenta personas) habían transportado a más de 2,5 millones de pasajeros. La Great Wheel fue demolida en 1907 tras ser usada por última vez en la Imperial Austrian Exhibition.

### Diseño y construcción
El London Eye fue diseñado por el equipo de Julia Barfield y su esposo David Marks, del estudio Marks Barfield Architects. Mace fue la empresa responsable de la gestión de la construcción, mientras que Hollandia fue el contratista principal para los materiales de acero y Tilbury Douglas el contratista civil. Los cimientos fueron diseñados por los ingenieros consultores Tony Gee & Partners, mientras que Beckett Rankine planificó las obras realizadas en el agua.
La consultora de urbanismo Nathaniel Lichfield and Partners ayudó a que The Tussauds Group consiguiera los permisos necesarios para alterar el muro de contención del South Bank del Támesis. También examinaron las implicaciones del contrato original y prepararon las peticiones de los permisos urbanísticos necesarios para la conservación con carácter permanente de la atracción, que implicaba la elaboración de una declaración medioambiental y una declaración de apoyo detallando las razones para su conservación.
El aro del London Eye está sostenido por cables de acero tensionados y recuerda a una rueda de bicicleta con muchos radios. En diciembre de 2006 se instaló una nueva iluminación con ledes fabricados por Color Kinetics que permitía el control digital de las luces en oposición a la sustitución manual de los geles en los tubos fluorescentes.
La noria se construyó en secciones que llegaron por el Támesis en barcazas y fueron ensambladas en posición acostada sobre plataformas en el río. Cuando se completó, fue elevada hasta su posición final mediante un sistema de gatos hidráulicos fabricado por Enerpac. Primero se elevó a 2 grados por hora hasta que alcanzó los 65 grados de inclinación, y entonces se dejó en esa posición durante una semana mientras los ingenieros se preparaban para la segunda fase del levantamiento. El proyecto fue europeo y sus componentes principales procedían de seis países diferentes: el acero fue suministrado por el Reino Unido y fabricado en los Países Bajos por la empresa Hollandia, los cables procedían de Italia, los rodamientos de Alemania, el eje que sostiene la noria fue fabricado en Chequia, las cápsulas fueron fabricadas por Poma en Francia (y el vidrio de estas procedía de Italia), y los componentes eléctricos en el Reino Unido.

### Apertura
El London Eye fue inaugurado formalmente por el entonces primer ministro Tony Blair el 31 de diciembre de 1999, pero no abrió al público general hasta el 9 de marzo de 2000 debido a un problema con el embrague de las cápsulas.
El London Eye fue diseñado originalmente como una atracción temporal, con un alquiler de cinco años de duración. Sin embargo, en diciembre de 2001, sus propietarios presentaron una solicitud al Municipio de Lambeth para convertirlo en permanente, y la solicitud fue concedida en julio de 2002.
El 5 de junio de 2008 se anunció que 30 millones de personas se habían subido al London Eye desde que se inauguró.

## Cápsulas de pasajeros
| |  |
| Cada una de las treinta y dos cápsulas del London Eye pesa diez toneladas y tiene capacidad para veinticinco personas. |  |

Las treinta y dos cápsulas de pasajeros ovoidales de la noria están selladas y climatizadas, y fueron diseñadas y fabricadas por Poma. Están unidas a la circunferencia exterior de la noria y son rotadas por motores eléctricos. Cada una de las cápsulas, de diez toneladas de peso, representa a cada uno de los boroughs de Londres y tiene capacidad para veintiocho personas, que pueden caminar libremente dentro de la cápsula, aunque también hay asientos. La noria gira a 26 cm por segundo (aproximadamente 0,9 km/h), de manera que dar una vuelta completa lleva unos treinta minutos. Habitualmente no se detiene para que entren pasajeros; la velocidad de rotación es lo suficientemente lenta para permitir que los pasajeros entren y salgan caminando de la cápsula al nivel del suelo. Sin embargo, sí se detiene ocasionalmente para permitir que los pasajeros discapacitados o ancianos tengan tiempo para embarcar y desembarcar con seguridad.
En 2009 empezó la primera fase de un proyecto de mejora de las cápsulas que costó 12,5 millones de libras. Cada cápsula fue descolgada y transportada río abajo hasta Tilbury Docks en Essex.
El 2 de junio de 2013 una cápsula de pasajeros fue bautizada Coronation Capsule como conmemoración del sexagésimo aniversario de la coronación de Isabel II del Reino Unido.

## Propietarios y patrocinadores

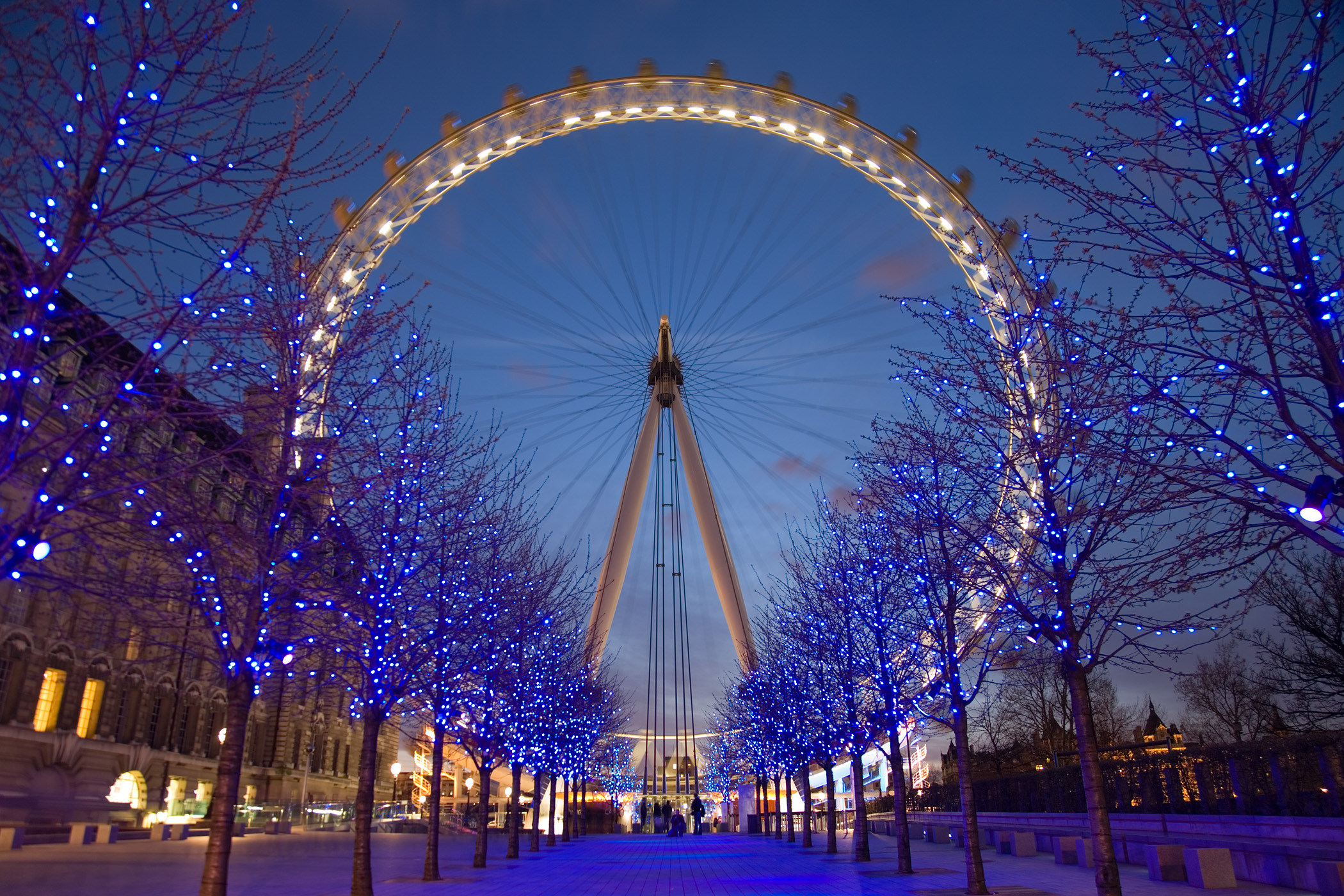
El London Eye al crepúsculo.

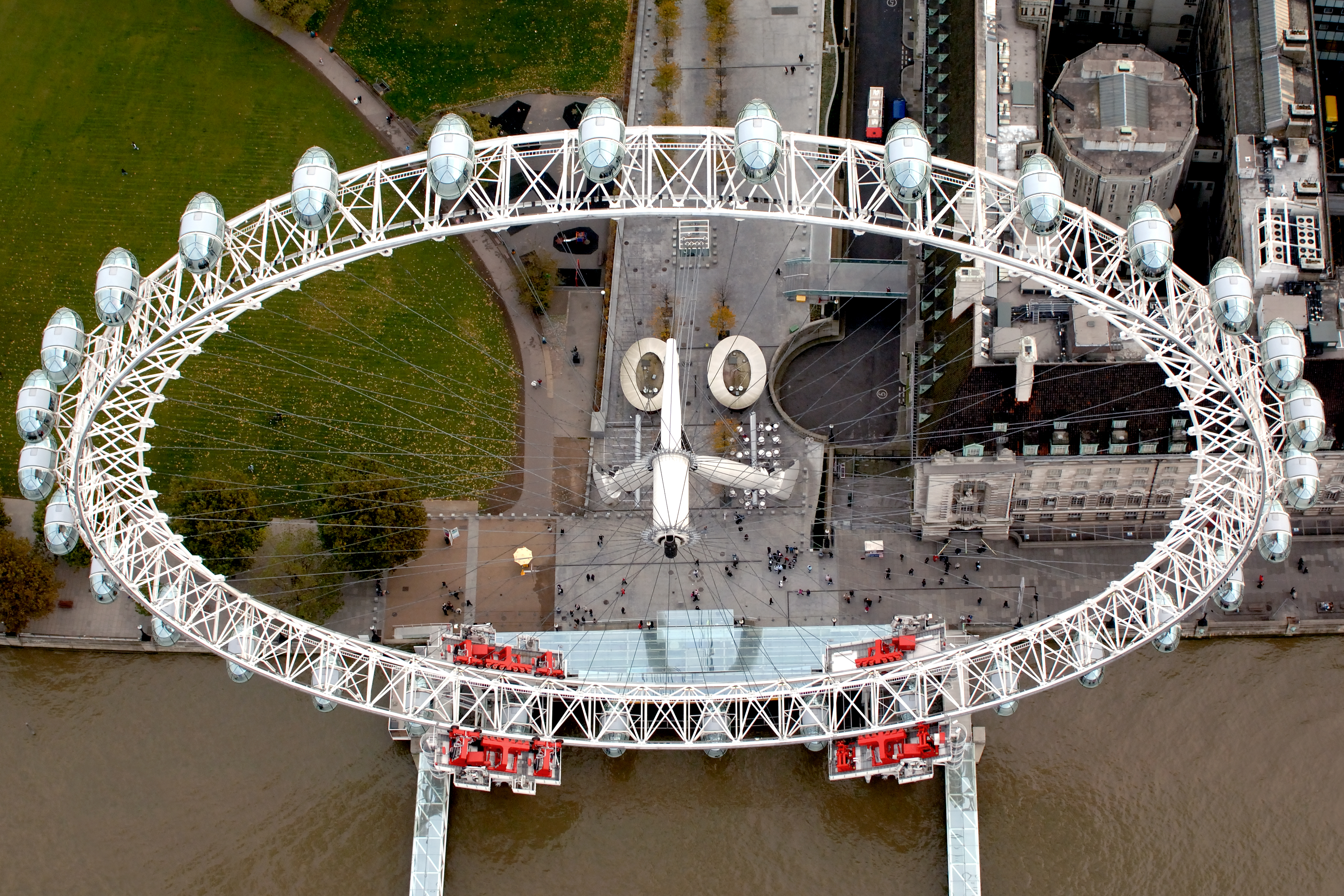
El London Eye en el South Bank del Támesis, junto a los Jubilee Gardens (izquierda) y el Salón Condal (derecha).

Marks Barfield (los arquitectos principales), The Tussauds Group y British Airways eran los propietarios originales del London Eye. Tussauds compró la parte de British Airways en 2005 y posteriormente la de Marks Barfield en 2006 para convertirse en el único propietario.
En mayo de 2007, el Blackstone Group compró The Tussauds Group; Tussauds se fusionó con la filial de Blackstone Merlin Entertainments y desapareció como tal. British Airways continuó su patrocinio de la atracción, pero desde principios de 2008 el nombre de British Airways se eliminó del logo.
El 12 de agosto de 2009, el London Eye experimentó otro cambio de nombre; esta vez pasó a llamarse The Merlin Entertainments London Eye para mostrar que era propiedad de Merlin Entertainments. Se diseñó un nuevo logo para la atracción, que esta vez tomó la forma de un ojo conformado por monumentos famosos de Londres. Esto coincidió con el lanzamiento del espectáculo de cine en 4D Merlin Entertainments 4D Experience debajo de la taquilla. La renovada taquilla y el cine 4D fueron diseñados por el arquitecto Kay Elliott en colaboración con el diseñador de Merlin Studios Craig Sciba. Merlin Studios nombró posteriormente a Simex-Iwerks como especialistas de hardware del teatro 4D. La película fue escrita y dirigida por el director 3D Julian Napier y producida por Phil Streather.
En enero de 2011, una ceremonia de iluminación marcó el inicio de un acuerdo de tres años de duración entre EDF Energy y Merlin Entertainments. El 1 de agosto de 2014 el logo volvió a la versión previa de The Merlin Entertainments London Eye, y su nombre pasó a ser simplemente The London Eye.
En septiembre de 2014, Coca-Cola firmó un acuerdo para patrocinar el London Eye durante dos años, a partir de enero de 2015. En el día del anuncio, el monumento se iluminó de color rojo.

## Dificultades financieras

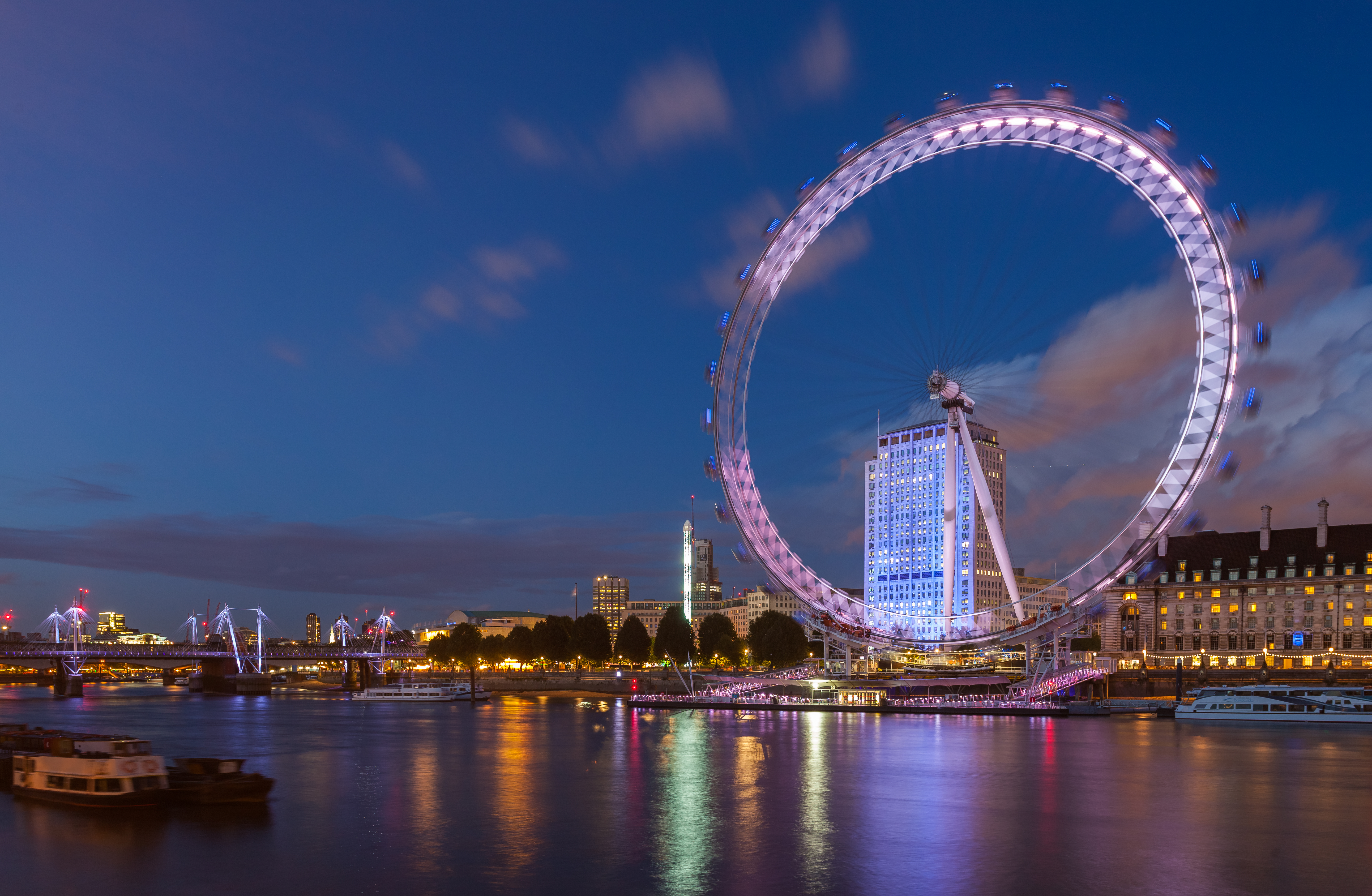
El London Eye iluminado de colores junto al Salón Condal.

El 20 de mayo de 2005, se hizo pública una carta que mostraba que el South Bank Centre (SBC) —propietarios del terreno en el que se encuentran los soportes del London Eye— había enviado un aviso para que sus propietarios abandonaran la atracción junto con una petición de un aumento del alquiler de 64 000 libras al año a 2,5 millones, que los propietarios del London Eye rechazaron por inasequible.
El 25 de mayo de 2005, el alcalde de Londres Ken Livingstone prometió que el monumento seguiría en Londres. También se comprometió a que si la disputa no se resolviera usaría su poder para pedir que la London Development Agency expropiara el terreno. El terreno en cuestión es una pequeña parte de los Jubilee Gardens, que fue concedida al SBC por una libra cuando se disolvió el Greater London Council.
El South Bank Centre y el British Airways London Eye firmaron un alquiler de veinticinco años de duración el 8 de febrero de 2006 después de una revisión judicial de la disputa. El acuerdo significó que el South Bank Centre, una asociación caritativa financiada con fondos públicos, recibiría al menos 500 000 libras al año de la atracción, cuyo estatus se aseguraba de esta manera para el futuro. Tussauds también anunció la adquisición de las participaciones completas de un tercio de British Airways y Marks Barfield en el London Eye así como la deuda pendiente con British Airways. Estas transacciones convirtieron a Tussauds en el propietario al 100 % de la noria y liquidaron la deuda del préstamo de construction contraído por British Airways, que se elevaba a más de 150 millones de libras a mediados de 2005 y estaba aumentando a un 25 % al año.

## Recepción crítica
El arquitecto Richard Rogers, ganador del Premio Pritzker de 2007, escribió sobre el London Eye en un libro sobre el proyecto:

El London Eye ha hecho por Londres lo que la Torre Eiffel hizo por París, darle un símbolo y permitir que las personas suban sobre la ciudad y la vean desde arriba. No solo especialistas o ricos, sino todo el mundo. Esta es su belleza: es público y accesible, y está en una gran situación en el centro de Londres.

## Transporte
La estación más cercana del Metro de Londres es Waterloo, aunque Charing Cross, Embankment y Westminster también están cerca. La conexión con los servicios de National Rail se realiza en la Estación de Waterloo y la Estación de Waterloo Este.